# Psallovius nigroantennatus
Psallovius nigroantennatus är en insektsart som beskrevs av Schwartz och Schuh 1999. Psallovius nigroantennatus ingår i släktet Psallovius och familjen ängsskinnbaggar. Inga underarter finns listade i Catalogue of Life.